# Heilig-Hartkapel (Herbricht)

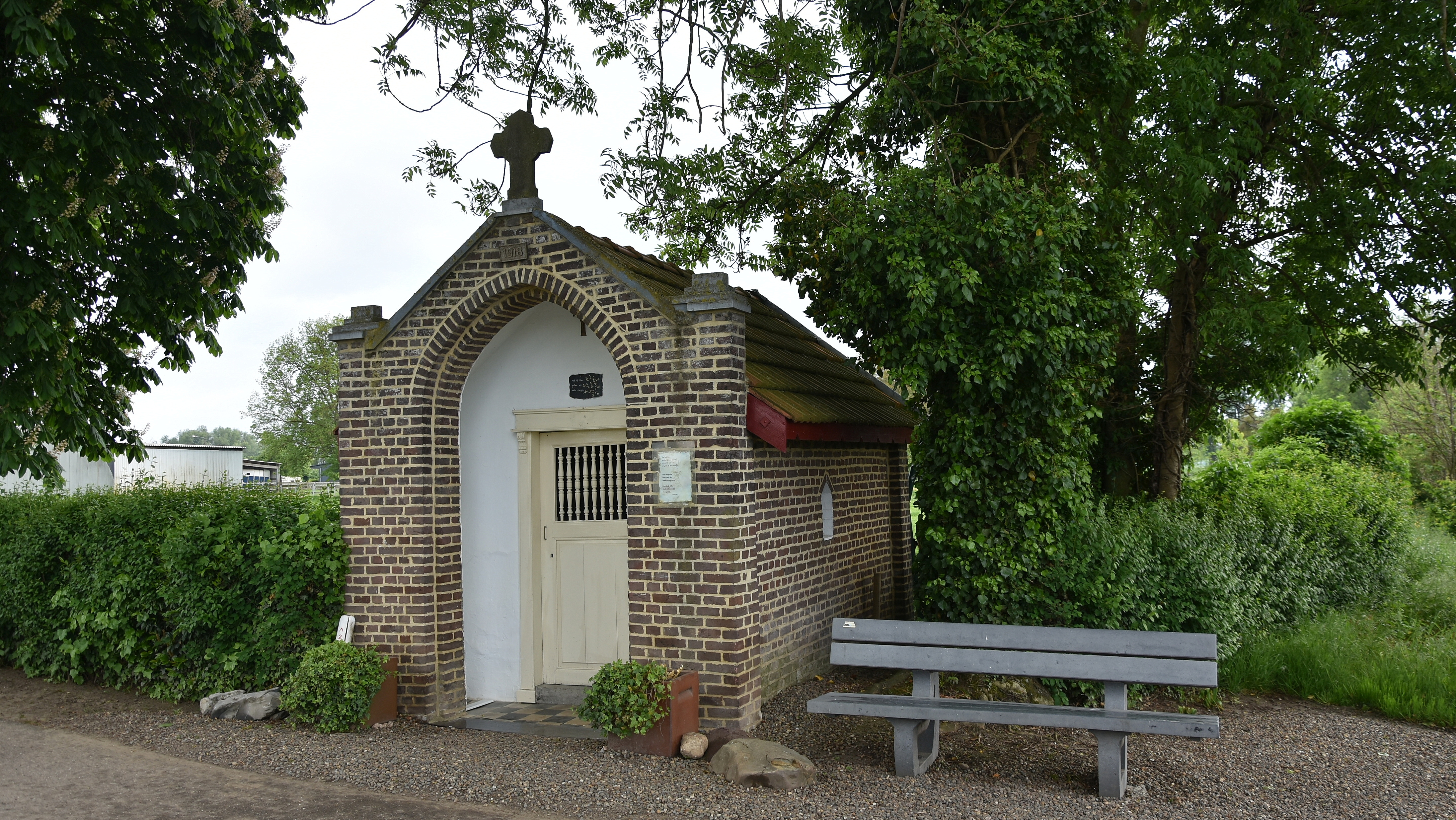
De Heilig-Hartkapel

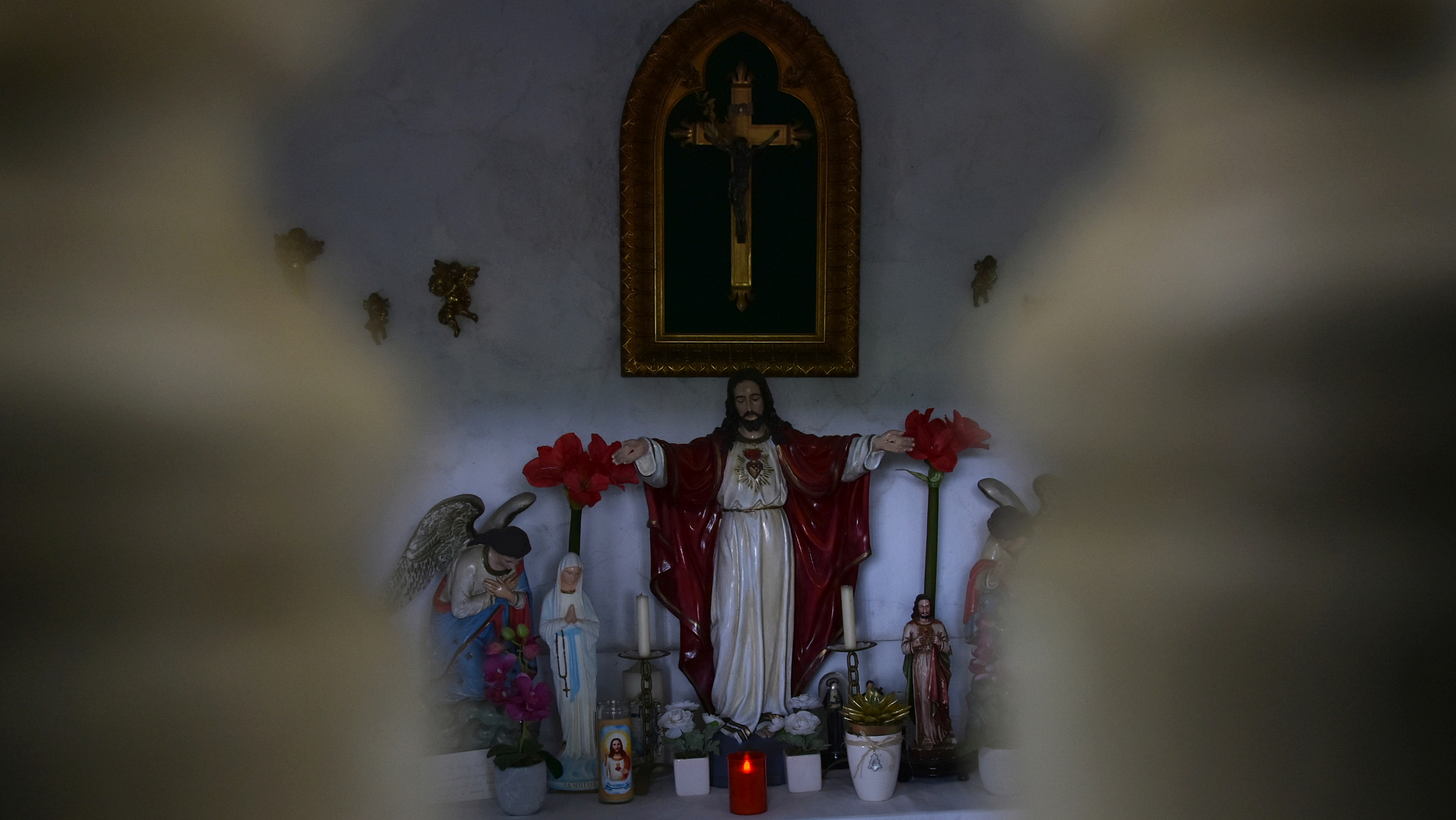
Interieur

De Heilig-Hartkapel te Herbricht, een gehucht van de Belgische deelgemeente Neerharen, is een veldkapel uit 1918. De kapel is gewijd aan de Heilig-Hartverering.

## Historiek
De kapel werd gebouwd door het echtpaar Dubois-Groenen die in 1885 te Neerharen huwden, omwille van de behouden terugkeer van hun zoon Jozef uit de Eerste Wereldoorlog. Hun boerderij en kapel kwam door boedelscheidng in handen van kleinzoon Harie en Trinette Peeters-Crijns. 
Toen de echtelieden overleden in 1999 en 2001 kwam het terrein en de gebouwen in handen van de Vlaamse overheid via hun voorkooprecht. Omdat de hoeve "Groenen" en de kapel in de winterbedding liggen begon men met de afbraak die in april 2002 was afgerond.
Door het verzet van het parochie-comité van Neerharen bleef de kapel gespaard.